# Секунда (ЮАР)
Секунда (Secunda) — административный центр местного муниципалитета Гован Мбеки и района Герт Сибанде в провинции Мпумаланга (ЮАР). Город назван «Secunda» («Второй») потому, что в нём был построен второй (после Сасолбурга) в ЮАР комбинат, вырабатывающий углеводороды через синтез-газ из угля (синтез Фишера–Тропша).